# Sparkasse Starkenburg
Die Sparkasse Starkenburg ist eine öffentlich-rechtliche Sparkasse mit Sitz in Heppenheim in Hessen. Ihr Geschäftsgebiet liegt im Landkreis Bergstraße.

## Organisation
Der Sparkassenzweckverband Heppenheim ist Träger der Sparkasse Starkenburg und besteht aus den 13 Mitgliedergemeinden Abtsteinach, Birkenau (Odenwald), Fürth (Odenwald), Gorxheimertal, Grasellenbach, Heppenheim, Hirschhorn (Neckar), Viernheim, Rimbach (Odenwald), Mörlenbach, Wald-Michelbach, Lindenfels und Neckarsteinach.
Organe des Zweckverbands sind die Verbandsversammlung (Vertretungskörperschaft des Gewährträgers) und der Verbandsvorstand (Verwaltungsbehörde des Gewährträgers).
Die Anzahl der Stimmen, die jede Gemeinde in der Verbandsversammlung hat, richtet sich nach den Einwohnern. Die Zahl ist auf maximal fünf Stimmen begrenzt.
Der Vorsitzende des Verbandsvorstandes Rainer Burelbach, Bürgermeister von Heppenheim, ist gleichzeitig auch Vorsitzender des Verwaltungsrats. 
Die Amtszeiten betragen fünf Jahre (Ausnahme: Vorsitzender des Verbandsvorstandes).
Der Verwaltungsrat besteht bei der Sparkasse Starkenburg aus: 
1. dem Vorsitzenden
2. neun weiteren sachkundigen Mitgliedern, die  gesellschaftlich relevanten Gruppen angehören. Dies sind beispielsweise Geschäftsleute, Handwerker, Freiberufler, Arbeitnehmer und anderweitig, regional bekannte Personen. Diese werden von der Verbandsversammlung gewählt.
3. fünf Angestellten der Sparkasse Starkenburg, die von den Mitarbeitern der Sparkasse Starkenburg gewählt werden

Die Bank ist beim Amtsgericht Darmstadt in das Handelsregister (HRA 23210) eingetragen. Sie ist Mitglied des Sparkassen- und Giroverbands Hessen-Thüringen und dem Deutschen Sparkassen- und Giroverband e. V. angebunden.

## Geschäftsausrichtung
Die Bank betreibt das Universalbankgeschäft. Die Sparkasse Starkenburg wies im Geschäftsjahr 2023 eine Bilanzsumme von 2,522 Mrd. Euro aus und verfügte über Kundeneinlagen von 1,894 Mrd. Euro. Gemäß der Sparkassenrangliste 2023 liegt sie nach Bilanzsumme auf Rang 195. Sie unterhält 21 Filialen/Selbstbedienungsstandorte und beschäftigt 357 Mitarbeiter.

## Geschichte
Die Bank wurde im Juni 1830 gegründet. Der Name lautete damals „Spar-Casse im Landrathsbezirk in Heppenheim“. Sie ist eine der ältesten Sparkassen in Hessen. 1830 war die Währung in Hessen die Gulden- und Kreuzer.
Als Rechtsform wählten die Gründer, Bürgermeister Pirsch, Stadtrat Müller und Gastwirt Schunk aus Heppenheim – die damals übliche Form des Vereins. Im Juli 1830 wurde im Laudenbacher Tor 7 der Kassenbetrieb geöffnet. Kassenstunden waren nur sonntags nach dem Kirchgang. Bis zum Jahr 1890 war die Sparkasse nur einmal in der Woche geöffnet. 13
Mitgliedsgemeinden garantierten verbindlich, den der Anstalt entstehenden Verlust zu tragen. Im Jahr 1834 wurden 61 Gemeinden Mitglieds- und Garantiegemeinden. Im Zusammenhang mit der Erweiterung des Gebiets erhielt die Sparkasse eine neue Bezeichnung. Den Namen „Spar- und Leih-Casse im Kreise Heppenheim“ führte das Institut bis 1903. Der Einlagebestand betrug am 31. Dezember 1834 eine beachtliche Summe von 83 035 Gulden.
1852 änderten sich die Verwaltungsbezirke als ein neuer Kreis Lindenfels gegründet wurde. Weitere Mitgliedsgemeinden kamen zur Spar- und Leih-Casse. Nachdem die Kassenstunden sonntags nicht ausreichten, wurden sie auf mittwochs von 8 bis 16 Uhr verlegt. 1875 wurde die Währung von Gulden und Kreuzer auf Mark und Pfennig umgestellt. Zum 50-jährigen Jubiläum im Jahre 1880 lag der Einlagenbestand bei 2.520 000,00 Mark und war auf 7 200 Konten und Hypothekendarlehen verteilt.
Im Januar 1890 wurden die Kassenstunden auf einen zweiten Tag ausgeweitet. In Darmstadt wurde 1896 ein „Verband der Spar- und Leihkassen im Großherzogtum Hessen“ gegründet, dem die Sparkasse im gleichen Jahr beitrat und noch heute angehört. Der Verband sitzt inzwischen in Frankfurt und Erfurt und heißt „Sparkassen- und Giroverband Hessen-Thüringen“.
1903 erhielt die Spar- und Leih-Casse unter staatlicher Anerkennung den Namen „Bezirkssparkasse Heppenheim (Bergstr.)“. Von 1909 an war das Institut drei Tage in der Woche – mittwochs, freitags und samstags – geöffnet. Zehn Jahre später wurde ein hauptamtlicher Direktor eingestellt und die Schalter wurden täglich geöffnet. 1927 wurden Buchungsmaschinen und weitere Hilfsmaschinen angeschafft. 1941 forderte die Hessische Regierung die Zusammenlegung einer Anzahl hessischer Sparkassen. Daraufhin wurde die Viernheimer Filiale der damaligen Bezirkssparkasse Lorsch der Bezirkssparkasse Heppenheim angeschlossen. 1942 wird die „Städtische Sparkasse Bad Wimpfen“ ebenfalls der Bezirkssparkasse Heppenheim angeschlossen, die zehn Jahre später auf einen Erlass der Hessischen Bankenaufsicht der neuen politischen Zugehörigkeit entsprechend an die Kreissparkasse Heilbronn übergeleitet wird.
Ende Juni 1955 betrug die Bilanzsumme bereits 23 Millionen DM. 1969 wurde auf elektronische Datenverarbeitung umgestellt, diese wurde 1978 durch eine leistungsfähigere EDV-Anlage abgelöst.
Der erste Geldautomat wurde 1984 im Foyer der Hauptstelle aufgestellt.  1993 wurde erstmals eine Bilanzsumme von zwei Milliarden DM erreicht. Das Finanzdienstleistungskonzept wurde 1999 eingeführt. Anlässlich des 170. Geschäftsjahres wurde die Sparkassenstiftung Starkenburg im Juni 2000 gegründet, seit dem 1. November 2000 heißt die Bezirkssparkasse Heppenheim  „Sparkasse Starkenburg – Ihre Erlebnisbank“. Bei der Bilanzsummen wurde erstmals die Drei-Milliarden-Mark erreicht.
2001 errichteten Sparkassensenioren in der „Alten Sparkasse“ am Laudenbacher Tor ein Museum. Im Jahr 2008 stellt sich die Sparkasse Starkenburg als Umweltsparkasse auf.

## Sparkassenstiftung Starkenburg
Im 15. Jahrhundert entstanden zur Bekämpfung der Armut und des Wuchers „Leihkassen“. Bei diesen Leihkassen handelte es sich um städtische Anstalten, deren Fonds sich aus privaten Zustiftungen speisten und Darlehen an Bedürftige gewährten. Dies geschah zinslos. Die ersten Sparkassengründungen in der zweiten Hälfte des 18. Jahrhunderts nahmen die Idee der Armenfürsorge in modifizierter Form auf.
Anlässlich der Eröffnung des neuen Hauptstellengebäudes in Heppenheim und des 170. Geschäftsjahres errichtete die Sparkasse Starkenburg im Jahr 2000 die Sparkassenstiftung Starkenburg. Diese ist sowohl im operativen Bereich als auch fördernd (über den Stiftungs-Förderantrag) tätig. Stiftungszweck ist die Förderung sozialer, kultureller und sportlicher Anliegen, Unterstützung der Erziehung, Jugend- und Altenpflege, Volks- und Berufsbildung, Heimatpflege und Heimatkunde sowie wohltätiger Zwecke im Gebiet des Gewährträgers der Sparkasse.
Stiftungsorgane sind ein sechsköpfiges Kuratorium und ein dreiköpfiger Vorstand. Das Kuratorium besteht aus einem Vorsitzenden und fünf Mitgliedern. Der Vorsitzende des Verwaltungsrates der Sparkasse Starkenburg gehört dem Kuratorium als geborenes Mitglied in der Funktion als Vorsitzender des Kuratoriums an. Der Vorstandsvorsitzende der Sparkasse Starkenburg ist ebenfalls Mitglied des Stiftungsvorstandes, den er anführt.
Die Stiftung verfügt über ein Stiftungskapital von 39,6 Millionen Euro.

## Geldmuseum der Sparkasse Starkenburg
Im Laudenbacher Tor 4 in Heppenheim befindet sich das Geldmuseum der Sparkasse Starkenburg. Das Museum zeigt die Gründergeschichte der Sparkasse Starkenburg sowie die Entwicklung von prähistorischen Zahlungsmitteln bis zur Währung der Gegenwart. Ergänzt wird die Ausstellung mit einer Sonder-Schau zum Thema „Tauschhandel weltweit“. 

## Sparkassen-Finanzgruppe
Die Sparkasse Starkenburg ist Teil der Sparkassen-Finanzgruppe und gehört damit auch ihrem Haftungsverbund an. Er sichert den Bestand der Institute und sorgt dafür, dass sie auch im Fall der Insolvenz einzelner Sparkassen alle Verbindlichkeiten erfüllen können. Die Sparkasse vermittelt Bausparverträge der regionalen Landesbausparkasse, offene Investmentfonds der Deka und Versicherungen der SV SparkassenVersicherung. Im Bereich des Leasing arbeitet die Sparkasse Starkenburg mit der  Deutschen Leasing zusammen. Die Funktion der Sparkassenzentralbank nimmt die Landesbank Hessen-Thüringen wahr.